# Índice de Shannon
O índice de Shannon (também chamado de índice Shannon-Weaver ou de índice do Shannon-Wiener) {\displaystyle H^{\prime }} é um dos diversos índices da diversidade usados para medir a diversidade em dados categóricos. É simplesmente a informação entropica da distribuição, tratamento as espécies como símbolos e o tamanhos da respectiva população como uma probabilidade.
Este artigo trata a sua utilização para medir a biodiversidade. A vantagem deste índice é que ele leva em consideração o número das espécies e as espécies dominantes. O índice é incrementado, quer por terem adicionado uma única espécie, ou por terem uma importante equitatividade.
O nome "Shannon-Weaver" é uma contração imprópria; aparentemente alguns biólogos concluiram erradamente que Warren Weaver, autor de um influente prefácio do livro formulardo por Claude Shannon publicado em 1948 papel  fundador da teoria da informação, era uma Cofundador desta teoria. Weaver teve um papel crucial no rápida desenvolvimento da teoria informação, no pós guerra, de um modo diferente, no entanto, como um influente administrador da Fundação Rockefeller, ele garantiu que a primeira publicações teóricos recebessem generosas doações para a pesquisa. Norbert Wiener não tinha em mão se quer o índice, embora sua influencia seja popular na cibernética era frequentemente relacionado a teoria da informação na década de 1950.

## Definições
- {\displaystyle n_{i}} O número dos indivíduos em cada espécie; a abundância de cada espécie.
- {\displaystyle S} O número de espécies. Chamado também de riqueza.
- {\displaystyle N} O número total de todos os indivíduos: {\displaystyle \sum _{i=1}^{S}n_{i}}
- {\displaystyle p_{i}} A abundância relativa de cada espécie, calculada pela proporção dos indivíduos de uma espécie pelo número total dos indivíduos na comunidade: {\displaystyle n_{i} \over N}

## Calculando o índice
{\displaystyle H^{\prime }=-\sum _{i=1}^{S}p_{i}\ln p_{i}}
Aplicando o cálculo, que pode ser demonstrado para um qualquer dado número de espécies, onde há um máximo possível {\displaystyle H^{\prime }}, {\displaystyle H_{\max }=\ln S} o qual ocorre quando todas as espécies que estão presentes ocorrem em igual número.

### A prova de que máximo igualdade maximiza o índice
O resultado vai provar que uma determinada população terá um Índice Shannon máximo se e somente se cada espécie representada é composta pelo mesmo número de indivíduos
Expandindo o índice:
{\displaystyle H^{\prime }=-\sum _{i=1}^{S}{n_{i} \over N}\ln {n_{i} \over N}}
{\displaystyle NH^{\prime }=-\sum _{i=1}^{S}n_{i}\left(\ln n_{i}-\ln N\right)=-\sum _{i=1}^{S}n_{i}\ln n_{i}+\ln N\sum _{i=1}^{S}n_{i}}
{\displaystyle NH^{\prime }-N\ln N=-\sum _{i=1}^{S}n_{i}\ln n_{i}}
Agora, vamos definir {\displaystyle H_{s}=-\sum _{i=1}^{S}n_{i}\ln n_{i}} Como é evidente, desde que {\displaystyle N} seja uma constante positiva de um determinado tamanho populacional, e {\displaystyle N\ln N} também é uma constante, então a máximação {\displaystyle H_{s}} equivale a máximação {\displaystyle H^{\prime }}.

#### Estratégia
Vamos dividir arbitrariamente uma comunidade de um determinado tamanho em dois grupos, com cada grupo que recebe um número arbitrário de indivíduos e um número arbitrário de espécies. Agora, dentro de cada grupo, cada espécie tem o mesmo número dos indivíduos que quaisquer outras espécies do grupo, mas o número dos indivíduos por espécies no primeiro grupo pode ser diferentes do número dos indivíduos por espécies no segundo grupo.
Agora, se se puder provar que {\displaystyle H_{s}} alcança o ponto máximo quando o número dos indivíduos por espécies no primeiro grupo combina o número dos indivíduos por espécies no segundo grupo, tem-se provado então que a população tem um índice máximo somente quando cada espécie na população é representada uniformente. {\displaystyle H_{s}} não depende da população total.
Assim {\displaystyle H_{s}} pode ser construído simplesmente somando os índices de duas subpopulações. Desde que o tamanho da população é arbitrário, isto prova que se você tiver duas espécies (o número o menor que pode ser considerado dois grupos), seu índice é maximizado se estiverem presente em iguais números. As régras da Indução matemática foram assim satisfeitas.

#### Firmeza
Agora, dividi-se as espécies em dois grupos. Dentro de cada grupo, a população é distribuída uniformente entre as espécie presente.
- {\displaystyle k} O número dos indivíduos no segundo grupo.
- {\displaystyle p} O número de espécie no segundo grupo.
- {\displaystyle n_{i2}=k/p} Número dos indivíduos em cada espécie no segundo grupo.
- {\displaystyle N-k} O número dos indivíduos no primeiro grupo.
- {\displaystyle S-p} As espécies no primeiro grupo.
- {\displaystyle n_{i1}={N-k \over S-p}} Os indivíduos em cada espécie no primeiro grupo.

{\displaystyle H_{s}=-\sum _{i=1}^{S-p}{N-k \over S-p}\ln {N-k \over S-p}-\sum _{i=1}^{p}{k \over p}\ln {k \over p}=-\left(N-k\right)\ln {N-k \over S-p}-k\ln {k \over p}.}
Para descobrir o valor de {\displaystyle k} maximiza {\displaystyle H_{s}}, nós devemos encontrar o valor de {\displaystyle k} que satisfaça à equação:
{\displaystyle {d \over dk}\,H_{s}=0.}
Diferenciação,
{\displaystyle \ln {N-k \over S-p}+(N-k){1 \over N-k}-\ln {k \over p}-k{1 \over k}=0,}
{\displaystyle \ln {N-k \over S-p}=\ln {k \over p}}
Exponenciação:
{\displaystyle {N-k \over S-p}={k \over p}={pN \over S}.}
Agora aplicando as definições de {\displaystyle N_{i1}} e de {\displaystyle N_{i2}}, nós obtemos
{\displaystyle N_{i1}=N_{i2}={N \over S}.}

#### Resultado
Agora nós temos realizada a prova que o índice do Shannon-Wiener maximizado quando cada espécie presente está em números iguais (ver #Estratégia). Mas que é o índice é esse caso? Bem, {\displaystyle n_{i}={N \over S}}, assim {\displaystyle p_{i}={1 \over S}} conseqüentemente:
{\displaystyle H_{\max }=-\sum _{i=1}^{S}{1 \over S}\ln {1 \over S}=\ln S.}